# Парламентські вибори у Ліхтенштейні 1936
Парламентські вибори в Ліхтенштейні проходили 3 лютого 1936.

## Результати
| Партія                          | Голосів | % | Місць | +/– |
| ------------------------------- | ------- | - | ----- | --- |
| Прогресивна громадянська партія |         |   | 11    |     |
| Патріотичний союз               |         |   | 4     |     |
| Недійсних/порожніх бюлетенів    |         |   | —     | —   |
| Всього                          | 2510    |   | 15    | 0   |
| Зареєстрованих виборців/Явка, % | 2628    |   | –     | –   |
| Джерело: Nohlen & Stöver        |         |   |       |     |